# Vlagyimir Gennagyjevics Gyenyiszov
Vlagyimir Gennagyjevics Gyenyiszov (oroszul: Владимир Геннадьевич Денисов) (Gorkij, 1947. május 22. –) szovjet színekben világbajnok, olimpiai ezüstérmes orosz tőrvívó.